# Такър (окръг, Западна Вирджиния)
Окръг Такър (на английски: Tucker County) е окръг в щата Западна Вирджиния, Съединени американски щати. Площта му е 1090 km², а населението – 6995 души (2012). Административен център е град Парсънс.